# Emil Maurer (Politiker)
Emil Maurer (geboren als Eisig Nachbar, 11. April 1884 in Kutti, Österreich-Ungarn; gestorben am 22. Dezember 1967 in Wien) war ein österreichischer Rechtsanwalt, sozialdemokratischer Funktionär und Politiker sowie Präsident der Israelitischen Kultusgemeinde Wien.

## Leben
Eisig Nachbar stammt aus ärmlichen Verhältnissen. Er zog im Alter von zwölf Jahren nach Wien, wo er mit vierzehn Jahren der Ottakringer Ortsgruppe des sozialdemokratischen Vereins Jugendlicher Arbeiter beitrat. Er lernte zunächst das Uhrmacherhandwerk, holte 1911 die Matura nach und begann ein Studium der Rechtswissenschaft an der Universität Wien. Aufgrund der dort vorherrschenden antisemitischen Stimmung ließ Eisig Nachbar im April 1913 seinen Namen behördlich auf Emil Maurer ändern. 1916 promovierte er. Im Ersten Weltkrieg diente er als Offizier. 1923 wurde er selbständiger Rechtsanwalt.
Nach dem Krieg war er in der Rätebewegung aktiv. Im Arbeiterrat des Bezirks Neubau vertrat er den linken Flügel und setzte sich für eine Zusammenarbeit der kommunistischen und sozialdemokratischen Kräfte ein. Noch 1918 wurde er als Vertreter des Volksvereins Gerechtigkeit zum stellvertretenden Bezirksvorsteher von Neubau gewählt, das Amt sollte er 13 Jahre lang ausüben. Aus dem Volksverein wurde kurz darauf die Bezirksorganisation der Sozialdemokratischen Arbeiterpartei (SDAP). 1923 wurde er Kommandant der Bezirksgruppe Neubau im neu gegründeten Republikanischen Schutzbund.
1927 gründete er den Arbeiterkulturverein „Morgenröte“. Maurer war langjähriger SDAP-Parteivorsitzender im Wiener Gemeindebezirk Neubau, von April 1932 bis Februar 1934 war er Bezirksvorsteher von Neubau. In dieser Funktion war er treibende Kraft für die Errichtung des Bethauses des Jüdischen Vereins Neubau.
Nach den Februarkämpfen 1934, an denen er sich nicht beteiligt hatte, wurde er im Austrofaschismus ab April 1934 im Anhaltelager Wöllersdorf interniert, sein Arbeiterkulturverein wurde aufgelöst.
Nach dem „Anschluss“ Österreichs an den NS-Staat wurde Maurer am 15. oder 22. März 1938 verhaftet. Mit dem sogenannten Prominententransport wurde er Anfang April in das KZ Dachau eingeliefert, wo er die Gefangenennummer 13.894 erhielt und in der Häftlingskategorie „Schutzhaft – Jude“ geführt wurde. Am 23. September 1938 wurde er in das KZ Buchenwald überstellt. Nach seiner Entlassung am 24. Mai 1939 floh er nach Großbritannien, wo er 1940 als „feindlicher Ausländer“ auf der Isle of Man interniert wurde. Er engagierte sich in der Exilbewegung beim „Austrian Labour Club“ und wurde dort 1941 in die Klubleitung gewählt.
1946 kehrte Maurer nach Wien zurück und gründete wieder eine Rechtsanwaltskanzlei. Im April 1948 wurde er als Vertreter der „Liste der werktätigen Juden“ zum Vizepräsidenten der Israelitischen Kultusgemeinde gewählt. Von 1952 bis 1963 war Maurer Präsident der Israelitischen Kultusgemeinde Wien. Von 1951 bis 1963 war er auch Präsident des Bundesverbandes der Israelitischen Kultusgemeinden Österreich.
Emil Maurer starb 1967 im Alter von 83 Jahren. Er wurde auf dem Wiener Zentralfriedhof in einem Ehrengrab der Israelitischen Kultusgemeinde bestattet.

## Ehrungen
- 1957 erhielt Maurer das Große Ehrenzeichen für Verdienste um die Republik Österreich verliehen.[10]
- 1964 wurde Maurer die Ehrenmedaille der Bundeshauptstadt Wien in Gold überreicht.[2]
- Maurer wurde mit der Viktor-Adler-Plakette der SPÖ ausgezeichnet.[2]
- 2013 wurde in Wien der Bereich zwischen den beiden Richtungsfahrbahnen des Neubaugürtels zwischen Urban-Loritz-Platz und Europaplatz zum Emil-Maurer-Park erklärt.[11]

## Belege
1. 1 2 3 4 5  Emil Maurer In: Niemals Vergessen! Novemberpogrom 1938 in Wien. Broschüre zum antifaschistischen Gedenkrundgang am 10.11.2019. Wien, 7. Bezirk, Neubau. Online auf rundgang.blogsport.de. 30. Oktober 2019, abgerufen am 16. November 2019, S. 9–10 (PDF; 901 kB).
2. 1 2 3 4  Emil Maurer im Wien Geschichte Wiki der Stadt Wien, abgerufen am 16. November 2019.
3. ↑  Die neuen sozialdemokratischen Bezirksvorsteher. In: Der Abend, 25. April 1932, S. 2 (online bei ANNO).
4. 1 2 3  Feierliche Enthüllung der Namenstafel „Emil-Maurer-Platz“. In: neubau.spoe.at. 13. Juni 2014, abgerufen am 16. November 2019.
5. ↑  Nach Wöllersdorf überstellt. In: Salzburger Volksblatt, 21. April 1934, S. 2 (online bei ANNO).
6. ↑  vgl. Kuretsidis-Haider, Leo März: „dachaureif“, S. 192.
7. ↑  Neuwahl der Klubleitung. In: London-Information of the Austrian Socialists in Great Britain. Nr. 12, Juli 1941, S. 10 (Online bei ANNO).
8. ↑  Der neue Kultusrat. In: Neues Österreich. Organ der demokratischen Einigung, 13. April 1948, S. 2 (online bei ANNO).
9. ↑  Helga Embacher: Lassen Sie uns für uns selber sprechen! Der World Jewish Congress (WJC) und die Israelitische Kultusgemeinde (IKG) im „Kalten Krieg“. In: zeitgeschichte. 18. Jahr, Heft 7/8 Schwerpunkt: Österreichische Juden nach 1945, 1990/91, S. 202, Digitalisat online bei ANNO.
10. ↑  Ehrung zweier Opfer des Faschismus. In: Der Neue Mahnruf. Dezember 1957 – Jänner 1958, S. 2 (Online bei ANNO).
11. ↑  Emil-Maurer-Park. In: wien.gv.at. Abgerufen am 16. November 2019.

| Personendaten    | Personendaten                         |
| ---------------- | ------------------------------------- |
| NAME             | Maurer, Emil                          |
| ALTERNATIVNAMEN  | Nachbar, Eisig (Geburtsname)          |
| KURZBESCHREIBUNG | österreichischer Anwalt und Politiker |
| GEBURTSDATUM     | 11. April 1884                        |
| GEBURTSORT       | Kutti, Österreich-Ungarn              |
| STERBEDATUM      | 22. Dezember 1967                     |
| STERBEORT        | Wien                                  |